# Amt Torgelow-Ferdinandshof
Das Amt Torgelow-Ferdinandshof in Mecklenburg-Vorpommern wurde am 1. Januar 2005 aus dem ehemaligen Amt Ferdinandshof und der vormals amtsfreien Stadt Torgelow gebildet. Im Amt Torgelow-Ferdinandshof sind sechs Gemeinden und die Stadt Torgelow (Amtssitz) zur Erledigung ihrer Verwaltungsgeschäfte zusammengeschlossen. Das Amt liegt im südlichen Teil des Landkreises Vorpommern-Greifswald in Mecklenburg-Vorpommern und grenzt mit dem Südzipfel an das Bundesland Brandenburg.
Am 1. Januar 2011 wurde die ehemals eigenständige Gemeinde Wietstock nach Altwigshagen eingemeindet. Zum 25. Mai 2014 wurden die Gemeinde Heinrichsruh und die zuvor zum Amt Am Stettiner Haff gehörige Gemeinde Torgelow-Holländerei nach Torgelow eingemeindet.
Das Amtsgebiet wird vorwiegend von landwirtschaftlichen und handwerklichen Strukturen geprägt, die Nähe zum Stettiner Haff birgt weiteres touristisches Potenzial.

## Die Gemeinden mit ihren Ortsteilen
- Altwigshagen mit Borckenfriede, Charlottenhorst, Demnitz, Finkenbrück und Wietstock
- Ferdinandshof mit Aschersleben, Blumenthal, Louisenhof und Sprengersfelde
- Hammer a. d. Uecker mit Liepe und Försterei Ausbau
- Heinrichswalde
- Rothemühl
- Stadt Torgelow mit Drögeheide, Heinrichsruh, Müggenburg, Müggenburger Teerofen, Spechtberg und Torgelow-Holländerei
- Wilhelmsburg mit Eichhof, Eichhof Siedlung, Fleethof, Friedrichshagen, Grünhof, Johannisberg, Mariawerth, Mittagsberg und Mühlenhof

## Dienstsiegel
Das Amt verfügt über kein amtlich genehmigtes Hoheitszeichen, weder Wappen noch Flagge. Als Dienstsiegel wird das kleine Landessiegel mit dem Wappenbild des Landesteils Vorpommern geführt. Es zeigt einen aufgerichteten Greifen mit aufgeworfenem Schweif und der Umschrift „AMT TORGELOW-FERDINANDSHOF * LANDKREIS VORPOMMERN-GREIFSWALD“.

## Belege
1. ↑  Statistisches Amt M-V – Bevölkerungsstand der Kreise, Ämter und Gemeinden 2023 (XLS-Datei) (Amtliche Einwohnerzahlen in Fortschreibung des Zensus 2011) (Hilfe dazu).
2. ↑  Hauptsatzung § 1 Abs.1 (PDF).